# Jundiapeba
Jundiapeba é um distrito do município brasileiro de Mogi das Cruzes, que integra a Região Metropolitana de São Paulo. 

## História

### Origem
O povoado que deu origem ao distrito se desenvolveu ao redor da estação ferroviária Santo Ângelo, inaugurada pela Estrada de Ferro Central do Brasil em 20/07/1914.

### Formação administrativa
- Distrito criado pelo Decreto n° 9.775 de 30/11/1938 com o nome de Santo Ângelo e com terras desmembradas do distrito sede de Mogi das Cruzes[4].
- O Decreto-Lei n° 14.334 de 30/11/1944 mudou-lhe o nome para Jundiapeba, por estar localizado entre os rios Jundiahy e Tayaçupeba[5].
- Pela Lei n° 8.092 de 28/02/1964 o distrito foi transferido para o município de Brás Cubas[6].
- Pelo Decreto-Lei nº 226 de 17/04/1970 foi transferido novamente para o município de Mogi das Cruzes[7].

## Geografia

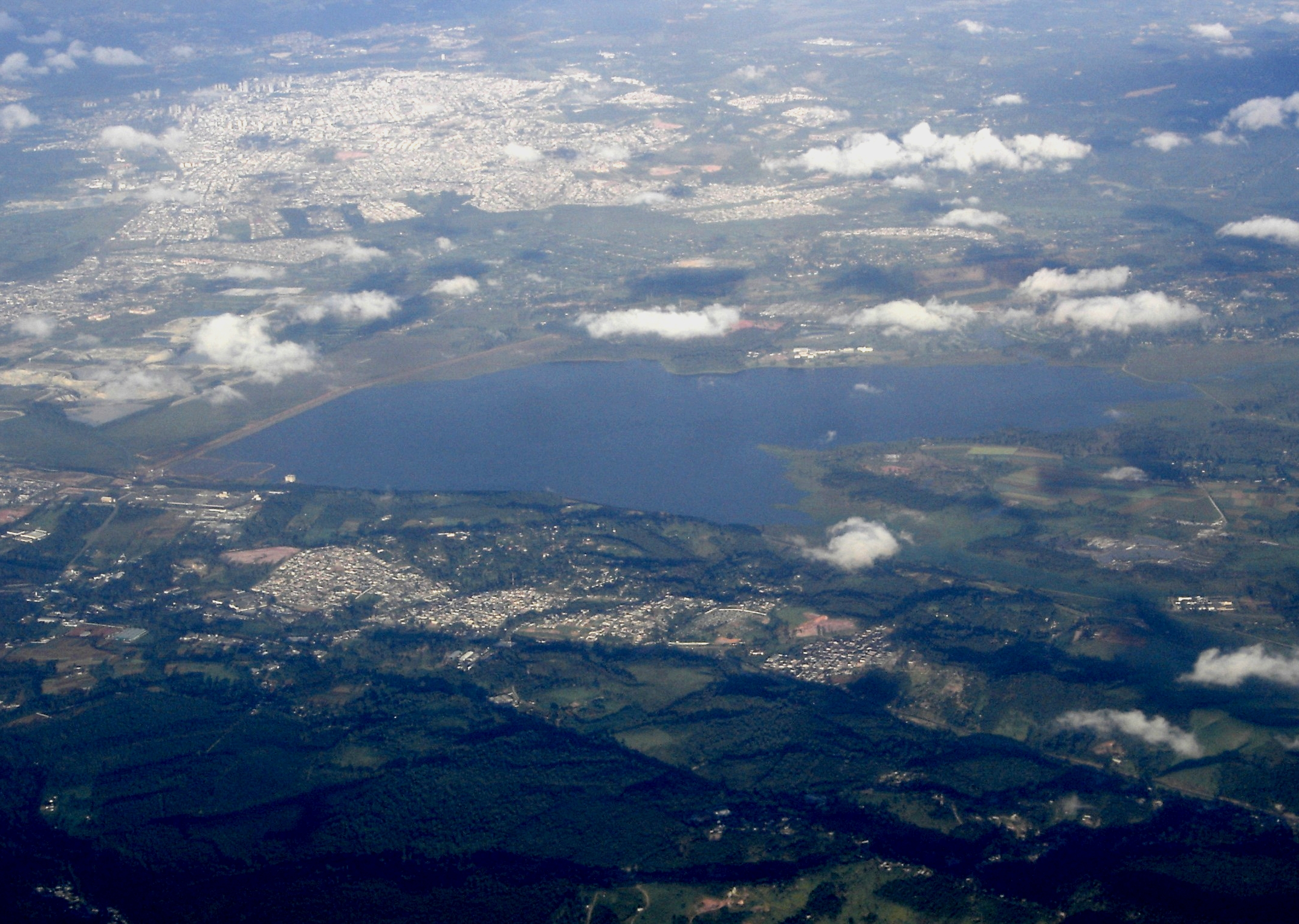
Barragem de Taiaçupeba, entre Jundiapeba, Taiaçupeba e Suzano.

### População urbana
| Crescimento população urbana | Crescimento população urbana | Crescimento população urbana | Crescimento população urbana |
| Censo                        | Pop.                         |                              | %±                           |
| ---------------------------- | ---------------------------- | ---------------------------- | ---------------------------- |
| 1940                         | 454                          |                              | —                            |
| 1950                         | 539                          |                              | 18,7%                        |
| 1960                         | 710                          |                              | 31,7%                        |
| 1970                         | 5 068                        |                              | 613,8%                       |
| 1980                         | 11 298                       |                              | 122,9%                       |
| 1991                         | 21 872                       |                              | 93,6%                        |
| 2000                         | 37 999                       |                              | 73,7%                        |
| 2010                         | 47 367                       |                              | 24,7%                        |
| Fonte: IBGE e Fundação SEADE |                              |                              |                              |

### População total
Pelo Censo 2010 (IBGE) a população total do distrito era de 49 186 habitantes.

### Área territorial
A área territorial do distrito é de 50,940 km².

### Expansão urbana
Em Jundiapeba está ocorrendo uma crescente explosão demográfica em razão do surgimento de vários condomínios populares do programa Minha Casa, Minha Vida (CDHU), além de outros condomínios particulares.

### Hidrografia
O distrito é cortado pelo Rio Tietê, Rio Taiaçupeba (parte oeste) e pelo Rio Jundiaí (parte leste). Além disso, possui a barragem do rio Taiaçupeba.

## Infraestrutura

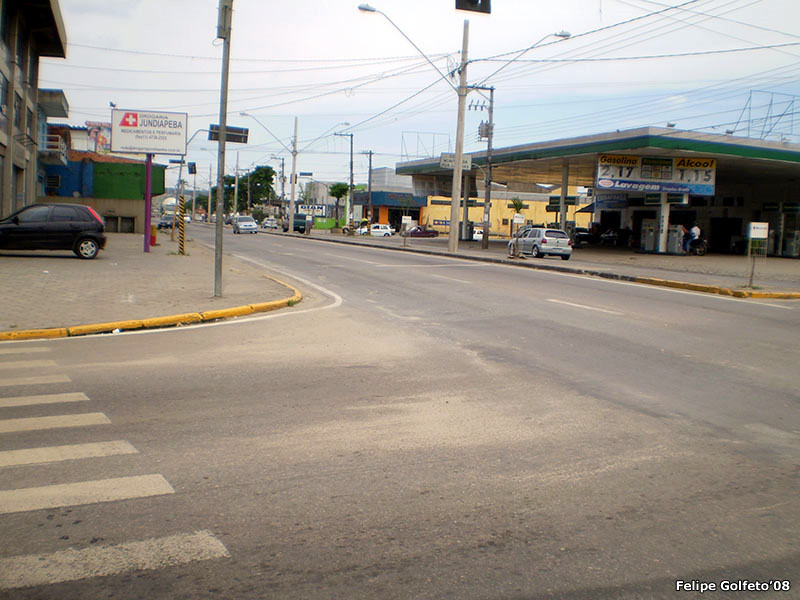
SP-66, que no trecho em Jundiapeba recebe o nome de Avenida Lourenço de Sousa Franco.

### Sistema viário
Uma nova avenida foi construída para inteligar o distrito de Jundiapeba até o vizinho distrito de Brás Cubas. Ela liga a Avenida Guilherme Giorgi à Via Perimetral (via axial que inteliga a Rodovia Ayrton Senna até o perímetro urbano de Mogi das Cruzes) e tem uma ponte sobre o rio Taiaçupeba, desafogando o trânsito da Rodovia Henrique Eroles. A construção estava prevista para setembro de 2008, mas a obra apresentou atrasos. O custo previsto para a obra era de cerca de 8 milhões de reais. 
Essa nova avenida foi inaugurada em agosto de 2019 com o nome de avenida das Orquídeas.

### Rodovias
A Avenida Lourenço de Souza Franco é parte da SP-66 e liga o distrito ao centro do município. O distrito também é servido pela Rodovia Cândido do Rego Chaves (SP-39), mais conhecida como Estrada das Varinhas, que liga Jundiapeba ao distrito de Quatinga.

### Ferrovias
No distrito está localizada a Estação Jundiapeba da Linha 11 do Trem Metropolitano de São Paulo.

### Saneamento
O serviço de abastecimento de água é feito pela Companhia de Saneamento Básico do Estado de São Paulo (SABESP).

### Energia
A responsável pelo abastecimento de energia elétrica é a EDP São Paulo, antiga Bandeirante Energia.

### Telecomunicações
O distrito era atendido pela Companhia Telefônica da Borda do Campo (CTBC), que inaugurou uma central telefônica no distrito de Brás Cubas para atender os dois distritos e que é utilizada até os dias atuais. Em 1998 esta empresa foi vendida juntamente com a Telecomunicações de São Paulo (TELESP) para a Telefônica, que em 2012 adotou a marca Vivo para suas operações.

## Atividades econômicas
No distrito está localizado também o complexo hoteleiro de luxo Paradise Resort, que ocupa uma área de 1.200 m² e possui campo de Golfe, quadras de tênis, quadra poliesportiva, campo de futebol e outras formas de divertimento. O local foi escolhido pela seleção masculina de futebol da Bélgica, do treinador e ex-jogador belga Marc Wilmots como sede de treinamentos e preparação durante a realização da Copa do Mundo de 2014.
A principal rede varejista instalada em Jundiapeba é o Supermercado Veran, localizada na Rua Dolores de Aquino. Também no distrito estão o Supermercado Semar, na Rua Dolores de Aquino, e o Supermercado Dia, na avenida Lourenço de Souza Franco, no prédio do antigo Supermercado Estrela. Na avenida Presidente Altino Arantes, uma unidade do Supermercado Baratão atende a população. A principal rua de comércio do distrito é a Alameda Santo Ângelo.